# Блайнд-Лейк (тауншип, Миннесота)
Блайнд-Лейк (англ. Blind Lake) — тауншип в округе Касс, Миннесота, США. На 2000 год его население составило 88 человек.

## География
По данным Бюро переписи населения США площадь тауншипа составляет 91,6 км², из которых 88,1 км² занимает суша, а 3,4 км² — вода (3,76 %).

## Демография
По данным переписи населения 2000 года здесь находились 88 человек, 31 домохозяйство и 20 семей. Плотность населения —  1,0 чел./км². На территории тауншипа расположено 90 построек со средней плотностью 1,0 построек на один квадратный километр. Расовый состав населения: 95,45 % белых и 4,55 % приходится на две или более других рас.
Из 31 домохозяйств в 41,9 % воспитывались дети до 18 лет, в 64,5 % проживали супружеские пары, в 3,2 % проживали незамужние женщины и в 32,3 % домохозяйств проживали несемейные люди. 32,3 % домохозяйств состояли из одного человека, при том 12,9 % из — одиноких пожилых людей старше 65 лет. Средний размер домохозяйства — 2,84, а семьи — 3,71 человека.
40,9 % населения — младше 18 лет, 2,3 % — в возрасте от 18 до 24 лет, 29,5 % — от 25 до 44, 12,5 % — от 45 до 64, и 14,8 % — старше 65 лет. Средний возраст — 34 года. На каждые 100 женщин приходилось 114,6 мужчин. На каждые 100 женщин старше 18 приходилось 108,0 мужчин.
Средний годовой доход домохозяйства составлял 19 250 долларов, а средний годовой доход семьи —  21 875 долларов. Средний доход мужчин —  13 750  долларов, в то время как у женщин — 18 542. Доход на душу населения составил 6 420 долларов. За чертой бедности находились 21,7 % семей и 20,4 % всего населения тауншипа, из которых 13,7 % младше 18 лет.